# Bayerischer Bauernbund
Bayerischer Bauernbund från 1922 Bayerischer Bauern- und Mittelstandsbund var 1893 till 1933 ett politiskt parti i Tyskland, bildat genom en sammanslagning av bondeföreningarna Bauernvereine och Bauernbünde och dessas centralorgan Bayerische Bauernpartei.
Partiet representerade en mera frisinnad politik än Bayerische Volkspartei. Det understödde detta parti verksamt under Gustav von Kahrs regering 1920-1921 och deltog i Heinrich Helds regeringsbildning 1924.